# Pierre Adolphe Valette
Pierre Adolphe Valette (n. 13 octombrie 1876, Saint-Étienne, Franța – d. 1942, Blacé, Rhône-Alpes, Franța) a fost un pictor impresionist francez. Cele mai apreciate picturi ale sale sunt peisajele urbane din Manchester, acum aflate în colecția Galeria de Artă din Manchester. Astăzi, el este amintit în principal drept tutorele lui LS Lowry⁠(d).

## Viața și cariera
Născut la Saint-Étienne, în centrul estului Franței, la 13 octombrie 1876,  a urmat cursurile Ecole Municipale de Beaux-Arts et des Arts Decoratifs⁠(d) din Bordeaux. Valette a sosit în Anglia din motive necunoscute în 1904 și a studiat la Institutul Birkbeck, acum parte a Universității din Londra. În 1905, a călătorit în nord-vestul Angliei, unde a realizat felicitări și calendare pentru o tipografie din Manchester. A urmat cursurile de seară la Școala Municipală de Artă din Manchester și în 1907 a fost invitat să se alăture acestei școli ca profesor.

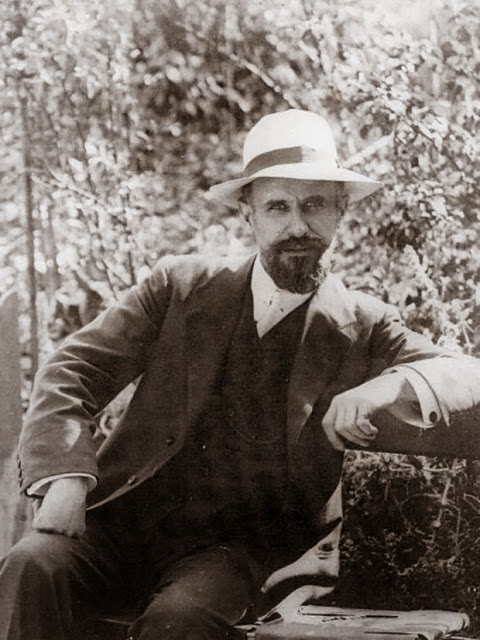
Fotografie cu Valette (data necunoscută)

Pictor din Salford, LS Lowry a devenit un elev al lui Valette, și-a exprimat o mare admirație pentru profesorul său, care l-a învățat noi tehnici și i-a arătat potențialul peisajului urban ca subiect. El l-a numit „un adevărat profesor... un profesor dedicat” și a adăugat: „Nu pot supraestima efectul asupra mea a venirii lui Adolphe Valette în acest oraș monoton, plin de impresioniști francezi, conștienți de tot ce se petrecea în Paris."
În 1920, Valette a demisionat din Institut din cauza stării de sănătate. El a rămas în Lancashire încă opt ani, predând în particular și pictând la Manchester și Bolton. În 1928 s-a întors la Paris, și s-a mutat ulterior la Blacé en Beaujolais, unde a murit în 1942.
Picturile lui Valette sunt impresioniste. Galeria de Artă din Manchester are o sală dedicată lui, unde privitorul poate compara unele dintre picturile sale cu unele ale lui Lowry și poate judeca în ce măsură stilul lui Lowry a fost influențat de el și de impresionismul francez în general.
The Lowry⁠(d) a găzduit o expoziție de aproximativ 100 de lucrări ale lui Valette, alături de lucrări ale lui Lowry, între octombrie 2011 și ianuarie 2012. A inclus picturi ale lui despre Manchester aflate la Galeria de Artă din Manchester și picturi împrumutate de la proprietari privați.

## Moștenire
Există o placă comemorativă albastră a lui Valette, aflată pe Manchester School of Art de pe Grosvenor Street, în Manchester, inscripționată „Adolphe Valette (1876 - 1942) pictor și profesor francez la Școala de Artă 1907 - 1920”.

## Galerie

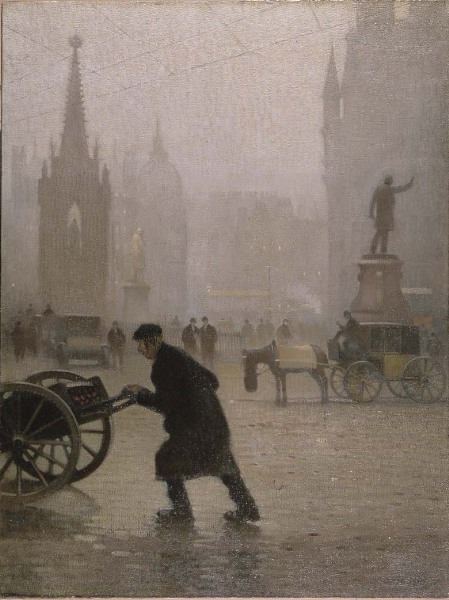
Albert Square, Manchester⁠(d)
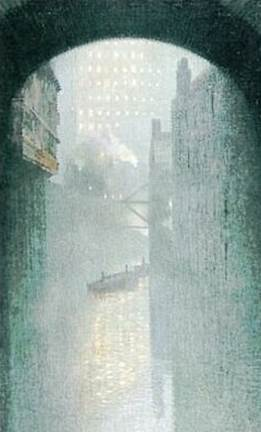
India House, Manchester⁠(d)
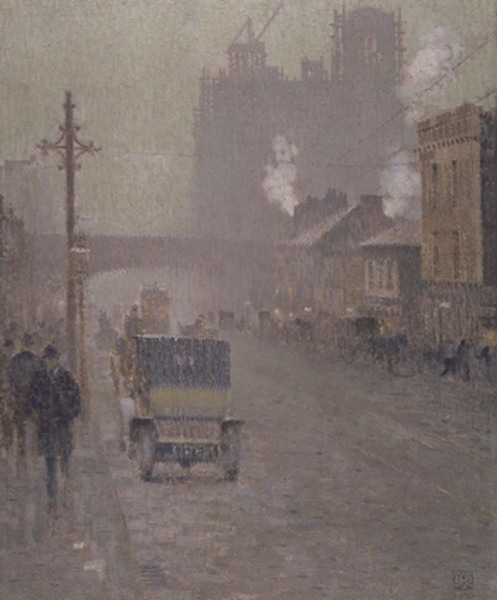
Oxford Road, Manchester⁠(d). Refuge Assurance Building⁠(d) poate fi văzută în momentul construcției.
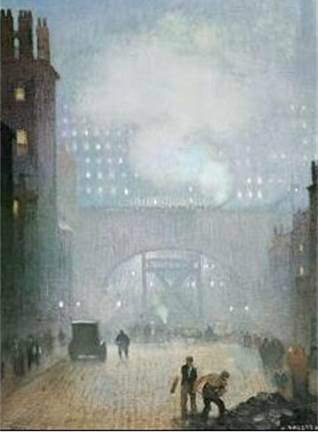
York Street, privind spre Charles Street